# Kauit
| k · A | w | i | t · B1 |

| k · A | w | i | t · B1 |

Kauit byla staroegyptská královna, vedlejší manželka faraóna Mentuhotepa II. z 11. dynastie. Mimoto byla taktéž kněžkou bohyně Hathor. Její hrobka (DBXI.9) je součástí chrámového komplexu jejího manžela v Dér el-Bahrí..
Na jednom vyobrazení je královna vyobrazena s krátkými vlasy, sedící na židli. Služebnice jí upravuje vlasy a služebník jí nalévá nápoj. V jejím hrobě bylo také šest miniaturních voskových figurín zobrazujících Kawit. Může se jednat o rané verze vešebtů.